# Crkva sv. Tudora kod Nerežišća
Crkva sv. Tudora nalazi se kod Nerežišća na Braču.

## Opis
Ruševni ostaci crkve sv. Teodora (Tudora) nalaze se na predjelu Glogovik uz put prema Blacima. Jednobrodna predromanička građevina s polukružnom apsidom na bočnim zidovima ima prizidana po tri pilastra. Pronađena su dva ranokršćanska ulomka s križem.

## Zaštita
Pod oznakom Z-1552 zavedena je kao nepokretno kulturno dobro - pojedinačno, pravna statusa zaštićena kulturnog dobra, klasificirano kao "sakralna graditeljska baština".